# Metacyclops amoenus
Metacyclops amoenus – gatunek widłonoga z rodziny Cyclopidae. Opisał go w 1940 roku Arno Karl Mann, nadając mu nazwę Cyclops amoenus.